# Сретение Господне (Метеора)
„Сретение Господне“ (на гръцки: Μονή Υπαπαντής) е един от запазените до наши дни православни манастири на Метеора, Гърция. Манастирът е недействащ и е затворен за посещения. Намира се в една висока отвесна пещера северно от Големия Метеор.

## История
Манастирът е построен през 1367 година от игумена на Дупянския скит. Запазени до наши дни са храмът и част от манастирските сгради. първоначално манастирът е бил посветен на Възнесение Господне. Сега принадлежи на манастира Големия Метеор.

## Католикон
Централният храм (католикон) на манастира е посветен на Възнесение Господне. От архитектурна гледна точка представлява еднокорабна кръстокуполна църква. На дългите страни (север-юг) има апсиди и две несиметрични, глухи арки, в горната част на които има прозорци, откъдето се осветява храмът. Църквата е изписана изцяло. Иконостасът е дърворезбован, без икони.
От надпис в храма се установява, че е построен през 1367 година с паричната помощ на Нил – прот на скита Стаги и игумен на Дупяни, по времето на владетеля Симеон Урош Палеолог. Надписът е допълнен с бележка за извършен ремонт през 1765 година от гръцкия хайдутин Атанасиос Влахавас.